# Соціальне відтворення
Соціальне відтворення — концепція, запропонована початково Карлом Марксом у «Капіталі», є різновидом його ширшої ідеї відтворення (репродукції).
Концепція була розгорнута в рамках марксистського фемінізму для пояснення ролі жінок у соціальних і класових структурах та їхнього внеску в капіталістичну економіку. Піклування про дітей та підтримка домогосподарства покладається в суспільстві зазвичай на жінок, але ця робота є неоплачуваною, а тому «невидимою» в економіці. Водночас ця репродуктивна праця є необхідною для підтримки нинішніх робітників та підготовки їхніх майбутніх поколінь, тобто відтворення робочої сили, а отже й для функціонування всієї економіки.